# Tornes
Tornes – srebrna moneta portugalska bita w XIV w. pod wpływem groszy turońskich.